# Cipasung (Darma)
Cipasung is een bestuurslaag in het regentschap Kuningan van de provincie West-Java, Indonesië. Cipasung telt 3215 inwoners (volkstelling 2010).